# Kayak de rivière

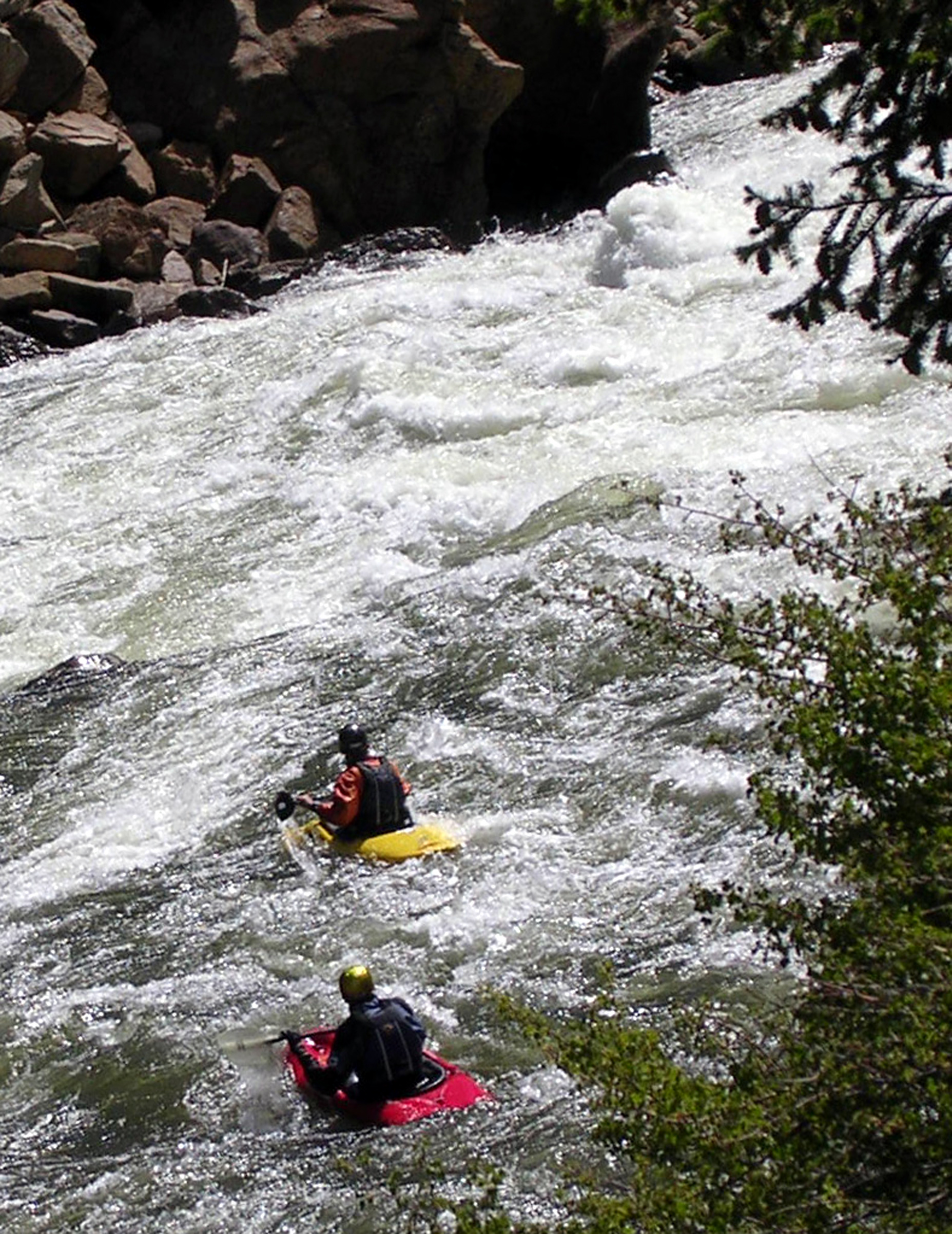
Deux kayakistes descendant la partie dite « Pine Creek » de la rivière Arkansas (États-Unis).

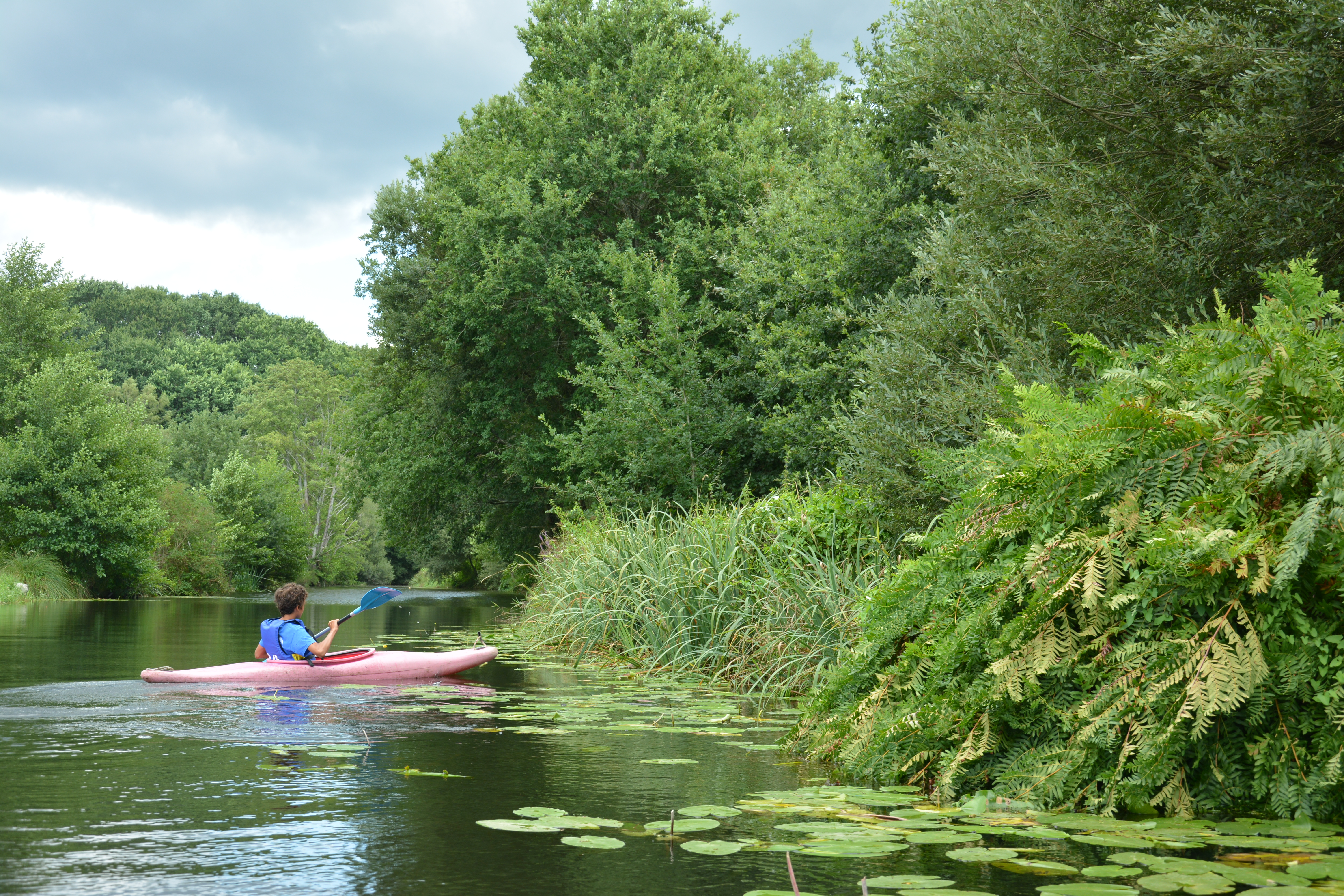
Une kayakiste traversant le cours de la rivière d'Auray en Bretagne (France)

Le kayak de rivière est une pratique sportive ou de loisir. La discipline consiste à descendre des rivières dans un kayak ou un canoë, généralement en plastique ou en fibre. Cette activité nécessite à la fois des qualités techniques, physiques et mentales afin de pouvoir être réalisée en toute sécurité. C'est également pour cette raison qu'elle se pratique généralement en équipe. 
Contrairement au kayak de mer, la rivière créée de plus forts courants il faut donc être réactif et vigilant, savoir guider et être sensible à la gîte (le fait de basculer la coque latéralement pour diminuer la pression forte de l'eau) qui est le mouvement de base apprit quand on pratique le kayak. 

## Le matériel
Il est fortement conseillé d'utiliser un kayak gonflable pour le kayak de rivière. C'est le type plus adapté puisqu'il est léger, facile d'utilisation et adapté au courants moyens et petits. 
L'équipement de sécurité obligatoire est composé d'un gilet de sauvetage, un casque et une pagaie :  
Le gilet de sauvetage qui doit être de bonne qualité, adapté et bien mit. Egalement confortable pour faciliter les mouvements.  
Le casque est nécessaire, il protège la tête des chocs potentiels et même le kayak de rivière n'en est pas à l'abri. 
Quant à la pagaie, elle doit être ergonomique et adaptée à la taille de chacun et au type de navigation calme de la rivière.
Il existe également de l'équipement additionnel comme des vêtements adaptés par rapport aux saisons, un sifflet pour signaler sa position si l'on se perd, une trousse de secours pour les potentiels blessures et une corde à lancer pour se sortir de l'eau en cas de besoin.

## Histoire du Kayak
A l'origine, contrairement au canoë qui lui ressemble beaucoup, le kayak a été inventé par les peuples autochtones des régions arctiques, par exemple les Yupiks et les Inuits, qui s'en servaient pour pêcher et chasser le long des côtes puisque c'était un moyen de locomotion silencieux et léger. 
1. ↑  « La gîte pour tourner en bateau directeur – Kayak de mer – Canoë Kayak Club Brestois », 24 janvier 2021 (consulté le 19 mars 2025)
2. ↑  « Qu'est-ce que le kayak? - Trouve Ton Kayak », 29 mars 2024 (consulté le 2 avril 2025)